# ゼーク
ゼーク (ドイツ語: Seeg) は、ドイツ連邦共和国バイエルン州シュヴァーベン行政管区のオストアルゴイ郡に属す町村（以下、本項では便宜上「町」と記述する）で、ゼーク行政共同体の本部所在地である。

## 地理
ゼークはアルゴイ地方南部に位置する。

### 自治体の構成
この町は、公式には49の地区 (Ort) からなる。このうち小集落や孤立農場などを除く集落を以下に列記する。
| - アルバーツリート - アウフムベルク - ブルク - エンツェンシュテッテン - ヒッツレリート - キルヒタール - ローバッハ | - ローバッヒャーフィーヴァイデ - リート - ゼーク - ゼーヴァイラー - ゼンケーレ - ズルツベルク |

ゼーク周辺の地形は、広い牧草地、泥炭湿原、数多くの中小の湖からなる。最も有名な湖は、ゼーク湖とシュヴァルテンヴァイハーである。

## 歴史
1138年から1147年の間に初めてゼークの名前が史料に登場する。下級貴族の「Suuiker de Seekka」という人物がヴァイヘンシュテファン修道院の古文書に記録されているのである。ゼークの表記はその後時代とともに、Seege、Seegi、Seeche、Secke、Seigg、Sögke と変遷した。
ゼークはアウクスブルク司教領に属した。フュッセン管理区に属す小管理区がこの地に置かれた。1803年の帝国代表者会議主要決議によりこの集落はバイエルン領となった。1958年頃からゼークは保養地として有名になり、1987年12月に「ルフトクアオルト」（空気の清浄な保養地）という肩書きを与えられた。

### 人口推移
- 1970年 2,318人
- 1987年 2,276人
- 2000年 2,811人
- 2008年12月31日 2,990人

## 行政
町長はマルクス・ベルクトルト (Wählergemeinschaft „Zukunft Seeg“) である。

### 紋章
図柄: 赤地に銀の帆船。

## 文化と見所

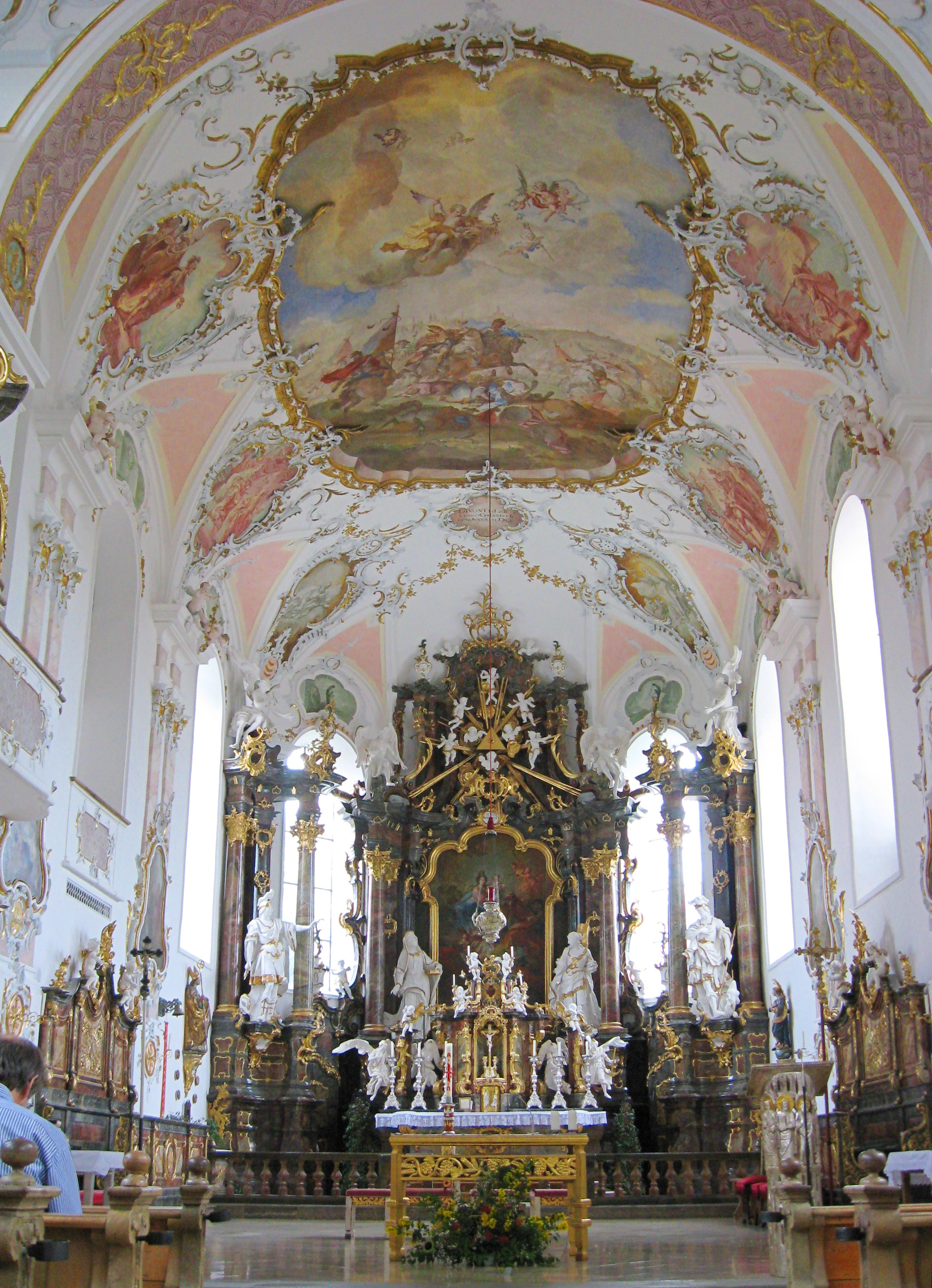
聖ウルリヒ教会祭壇室

ゼークの西外れにある聖ウルリヒ教会はバイエルンで最も重要なロココ教会の一つである。「小ヴィース」とも呼ばれるこの教会は1725年に完成した。建物はヨハン・ヤーコプ・ヘルコマーの設計で、フレスコや壁画はバルタザール・リープおよびヨハン・バプティスト・エンデルレによる。2004年から2007年に司祭アロイス・マイスブルガーの下、バイエルン州、ドイツ文化財保護財団および個人の寄付による援助を受けて包括的な修復が行われた。

## 経済と社会資本

### 教育
- 基礎課程学校 1校

## 人物

### 出身者
- イレーネ・エップレ（1957年 - ）女子アルペンスキー選手
- マリア・エップレ（1959年 - ）女子アルペンスキー選手

## 引用
1. ↑  https://www.statistikdaten.bayern.de/genesis/online?operation=result&code=12411-003r&leerzeilen=false&language=de Genesis-Online-Datenbank des Bayerischen Landesamtes für Statistik Tabelle 12411-003r Fortschreibung des Bevölkerungsstandes: Gemeinden, Stichtag (Einwohnerzahlen auf Grundlage des Zensus 2011)
2. ↑  Bayerische Landesbibliothek Online
3. ↑  Kunstminister Goppel bewilligt 150.000 Euro für die Instandsetzung
4. ↑  Beschreibung des Objekts auf der Seite der „Deutschen Stiftung Denkmalschutz“